# Afélium

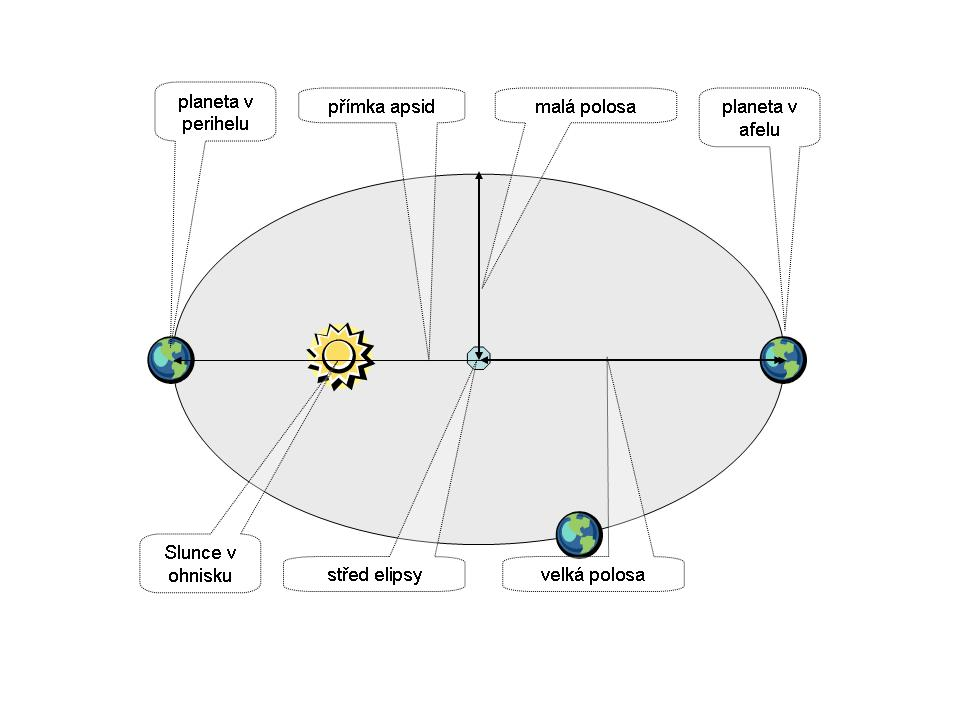
Afélium

Afélium, též aphelium, česky odsluní, je nejvzdálenější místo od Slunce (přesněji od ohniska dráhy), jímž prochází těleso, které se kolem Slunce pohybuje po elipse. V aféliu se pohybuje těleso nejmenší rychlostí na své dráze (viz 2. Keplerův zákon). 
Tělesa se mohou pohybovat i po drahách, podobných jiným kuželosečkám než elipse. Tyto kuželosečky ale afélium nemají. Kružnice má od středu (ohniska) všechny body stejně vzdálené a u paraboly i hyperboly lze k jakkoliv vzdálenému bodu najít ještě vzdálenější.
Vzdálenost Země od Slunce v aféliu je 152,1 mil. km - to je o zhruba 2,5 milionu km více než střední vzdálenost Země od Slunce. Toto afélium nastává 4. července.